# Битва під Віднем (Альтомонте)
«Битва під Віднем», тобто «Перемога під Віднем 12 вересня 1683 року» (нижня частина картини без панорами Відня, річки Дунай і неба) (англ. Battle of Vienna) — батальна композиція художника Мартина Альтомонте, що увічнила перемогу об'єднаного війська під проводом польського короля Яна ІІІ Собеського над турками-османами у Віденській битві 12 вересня 1683 року.

## Історичні дані
Місто Жовква було засноване 1597 року на землях поселення Винники. З наданням Жовкві 22 лютого 1603 р. грамотою короля Сигізмунда ІІІ Магдебурзького права пожвавилось економічне життя міста та околиць, швидше стали розвиватись ремесла й торгівля. Ймовірно, що гетьман Жолкевський із дружиною (тодішні володарі міста) хотіли бачити розпланування Жовкви за взірцем «Ідеальних міст» італійського архітектора Петра Катанео. Планування реалізував архітектор-італієць Павло Щасливий, який вибудував замок та поряд нього на майдані костел св. Лаврентія в стилі пізнього відродження.
Величному костелу св. Лаврентія судилося стати і головним храмом міста, і усипальницею відомих державних діячів та їх родин. За значенням його прозивали другим Вавелем. Спокійні, гармонійні форми зовнішніх фасадів костелу майже не змінились з часом. Але інтер'єри змінилися і були прикрашені і вдосконалені низкою відомих майстрів 17 століття, серед яких різьбяри, сницарі, ювеліри. Доба бароко рекрутувала в місто як багатіїв — меценатів, так і митців і художників, частка яких пройшла добру художню школу в самому Римі, відомому центрі бароко в Західній Європі. Серед них — Мартин Альтомонте. Після Жолкєвських місто належало родині Даниловичів, а далі по матері Теофілі — Яну ІІІ Собєському. З 1678 року Жовківський замок став королівською резиденцією Яна III Собеського, надвірним художником якого і став римський вихованець Альтомонте. Він і отримав замову на створення семи  розкішних, батальних полотен, аби увічнити перемоги полків Собеського над турками — османами. Для свого часу ці твори стануть найбільшими батальними картинами в Центральній Європі…
Наприкінці 1950-х років костел святого Лаврентія стояв пусткою, покинутий, з вибитими шибками вікон. Деякі картини врятував львівський мистецтвознавець Борис Возницький. Серед врятованих були твори Симона Богушовича(1575—1648), Андреаса Стеха (1635—1697), Мартина Альтомонте (із 7 батальних картин Альтомонте до 20 ст. зберіглося лише дві. Вони були забруднені, пошкоджені, поверхневий лак побілів, фарба місцями обсипалася тощо).
Реставрація тільки двох полотен Мартина Альтомонте у Варшаві коштувала 1 млн євро, отриманих від Міністерства культури Польщі, бо Україна грошей на це не мала.
Зберігається в Олеському замку (філія Львівської галереї мистецтв).

## Провенанс

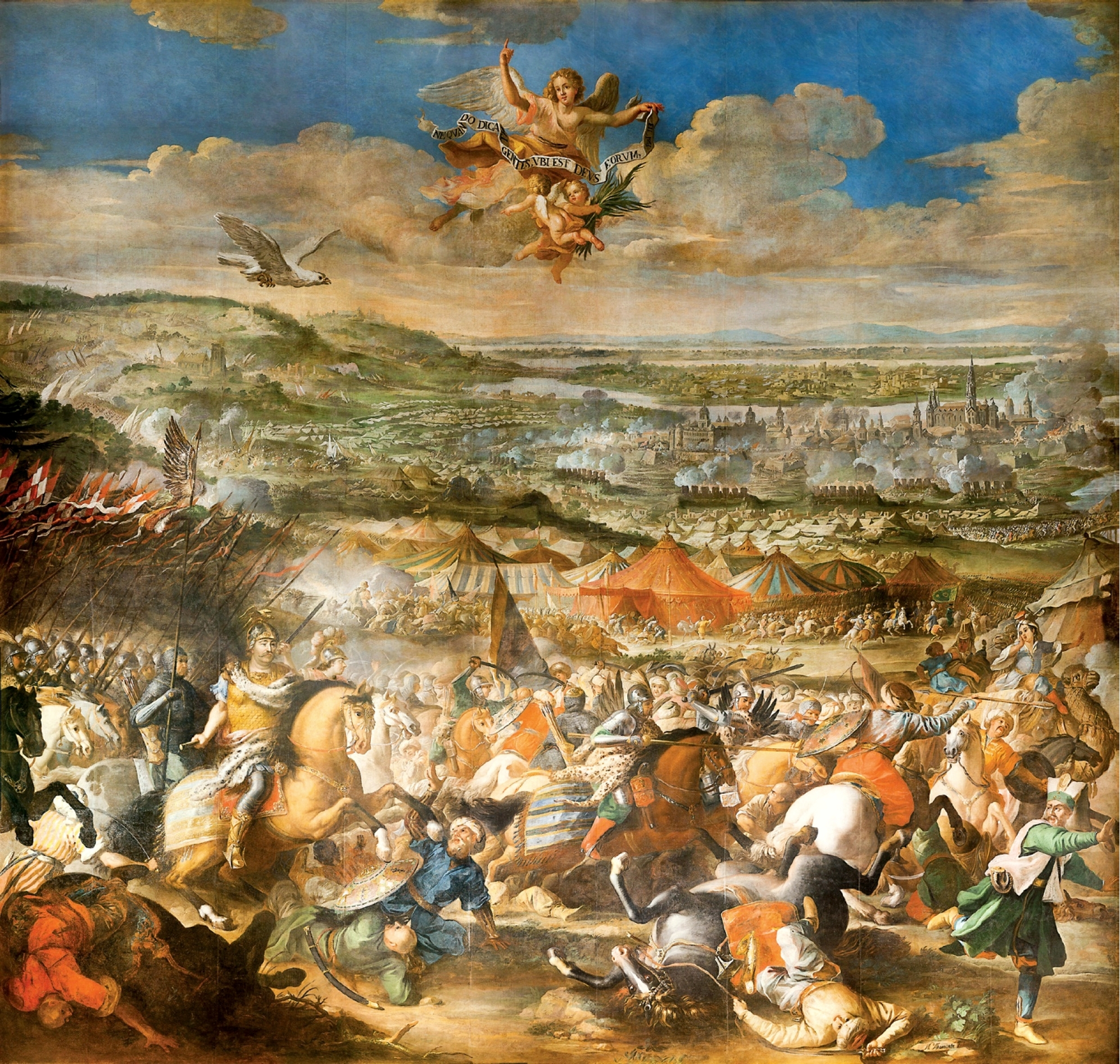
Повний варіант картини Мартіно Альтомонте.

Першим замовником молодого Мартино Альтомонье забажав бути литовський гетьман Сапєга, що шукав майстра для стінописів в церкві Петра і Павла в Вільні, тодішній столиці Литовського князівства. На переїзд в Вільню і погодився Альтомонте. Але коли художник дістався Литовського князівства, Сапєга помер. Майстра з римською виучкою і перехопив король Ян ІІІ Собеський.
Картини Мартина Альтомонте були замовлені первісно для окраси Зали аудієнцій Жовківського замку та костелу св. Лаврентія. Зокрема, «Битва під Віднем» та «Битва під Парканами» писалися для костелу та утворювали разом з «лицарськими» рельєфами на фризі та нагробками Жолкевських єдиний анамбль-пантеон лицарської слави. Про сакральний характер цих картин свідчать і їхні розміри (завеликі для залу Жовківського замку, проте точно виміряні під стіни трансепту костелу), і біблійні цитати з на полотнах: «Та дмухнув Ти був духом Своїм і закрило їх море: вони потопились в бурхливій воді, немов оливо», Вих. 15:10, на «Битві під Парканами».
«Навіщо говоритимуть поміж народами: Де їхній Бог?», Йоїль, 2:17, на «Битві під Віднем».
У 1738 році, коли рід Собеських згас, майно перейшло до родини Радзивіллів, панів з Олики та Несвіжа, що породичалися зі Собеськими. Під час розподілу майна були втрачені мармурові скульптури, замковий сад бароко і картинна галерея (створений її реєстр від 1738 р.). З 7 картин Альтомонте втрачено 5. Ті, що писались для костелу, були врятовані Борисом Возницьким, реставровані українськими та польськими реставраторами та наразі експонуються в замках Олеська та Золочева (зали котрих замалі для цих полотен).